# Rendova

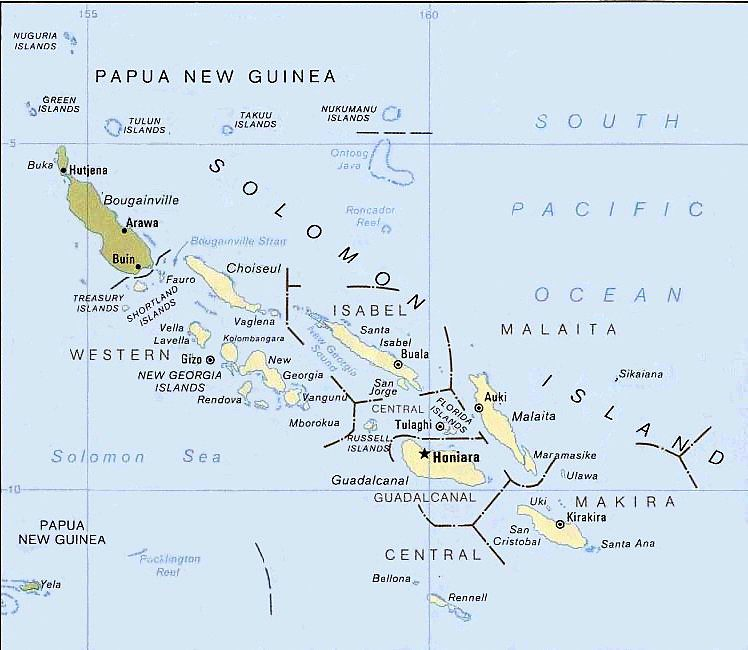
Mapa Šalomounových ostrovů

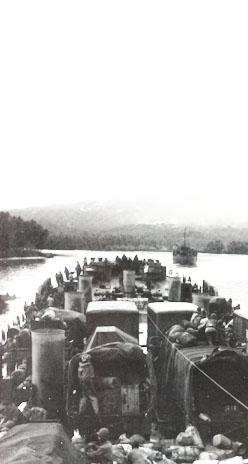
Americké LST připlouvá s výsadkem k pobřeží

Rendova je ostrov v Tichém oceánu ležící v centrální části Šalomounových ostrovů, jihozápadně od New Georgie a je součástí takzvané novogeorgijské skupiny ostrovů. Domorodé obyvatelstvo mluví dvěma jazyky: na severu austronéským jazykem ughele a na jihu papuánským jazykem touo.
Za druhé světové války byl ostrov ovládán Japonskem. Ráno 30. června 1943 se na severu ostrova vylodili Američané a ostrov relativně rychle dobyli. Na severu ostrova potom byla zřízena dělostřelecká postavení pro dělostřeleckou podporu útoku na japonskou základnu v Munda na Nové Georgii. Byla zde i americká základna torpédových člunů PT.